# Mesquita-Catedral de Córdova

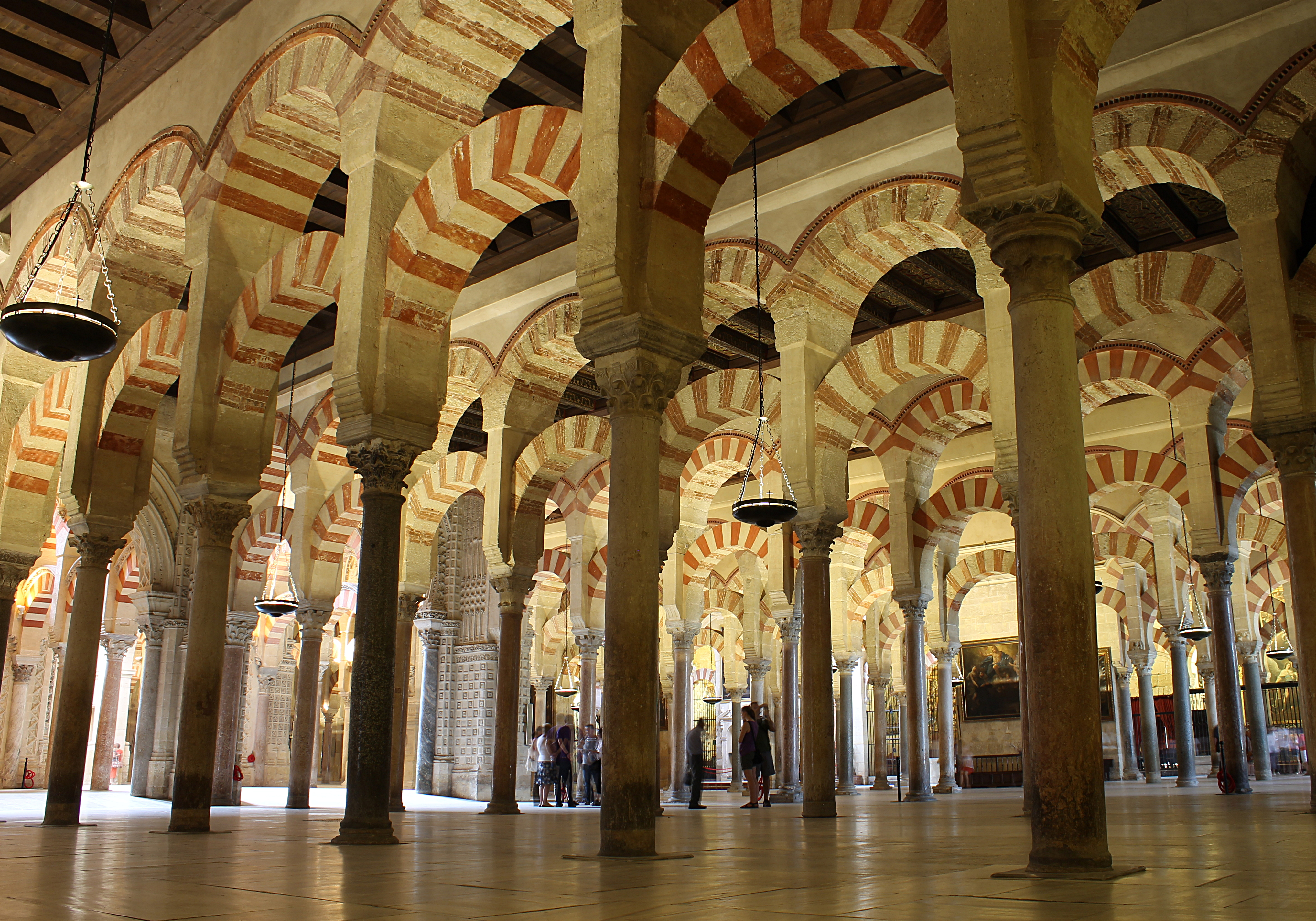
Mesquita de Córdova, vista interior da sala de oração, 785-987. As colunas e os arcos de entibo na secção original do edifício da mesquita. As colunas e os capitéis são spolia de estruturas anteriores.

A Mesquita-Catedral de Córdova oficialmente conhecida pelo seu nome eclesiástico, a Catedral de Nossa Senhora da Assunção (em espanhol: Catedral de Nuestra Señora de la Asunción) é a catedral da Diocese Católica Romana de Córdoba dedicada à Assunção de Maria e localizado na região espanhola da Andaluzia. Devido ao seu status como uma antiga mesquita islâmica, também é conhecida como Mesquita e como a Grande Mesquita de Córdova (Espanhol: Mezquita de Córdoba).